# 姉崎西
姉崎西（あねさきにし）は、千葉県市原市の姉崎地区にある町丁。現行行政地名は姉崎西一丁目から姉崎西三丁目。郵便番号は299-0119。

## 概要
市原市西部の姉崎地区に位置し、姉ケ崎駅の北西側の京葉工業地域へ通じる場所にある。全域が住居表示施行済である。

## 地理
北と東は姉崎、東は姉崎東、南は椎津、西と北は姉崎海岸に接する。

## 歴史

### 地名の由来
姉ケ崎駅西口側の地区であることから。

### 沿革
- 1963年5月1日 - 市原市市制施行に伴い市原市姉崎となる。

## 世帯数と人口
2022年4月1日現在の世帯数と人口は以下の通りである。
| 町丁字       | 世帯数  | 人口    |
| ------------ | ------- | ------- |
| 姉崎西一丁目 | 224世帯 | 332人   |
| 姉崎西二丁目 | 272世帯 | 498人   |
| 姉崎西三丁目 | 232世帯 | 507人   |
| 合計         | 728世帯 | 1,337人 |

## 通学区域
公立学校へ通学する場合の通学区域は以下の通りである。
| 町丁字       | 小学校             | 中学校             | 高等学校 |
| ------------ | ------------------ | ------------------ | -------- |
| 姉崎西一丁目 | 市原市立姉崎小学校 | 市原市立姉崎中学校 | 第9学区  |
| 姉崎西二丁目 | 市原市立姉崎小学校 | 市原市立姉崎中学校 | 第9学区  |
| 姉崎西三丁目 | 市原市立姉崎小学校 | 市原市立姉崎中学校 | 第9学区  |

## 施設
- 特筆すべきものなし

## 交通

### 鉄道
駅はないが最寄りはJR東日本内房線姉ケ崎駅である。

### バス
- 小湊鉄道
  - 五23系統：五井駅西口〜アピタ前〜姉ケ崎駅西口
  - 長02系統：姉ケ崎駅西口〜長浦駅

### 道路
近くに国道16号がある。